# 普通蚯蚓
普通蚯蚓，又稱歐洲蚯蚓，是一種大型的偏粉紅的蚯蚓，一般直徑長約110—200（4.3—7.9英寸）公分，截面為圓柱形，除了寬而平坦的後部。頭端側面顏色從黑褐色至紅棕色，背面色沉著向後退色。
是一種廣泛分佈於世界各地的蚯蚓（及其他數種正蚓科蚯蚓）。原分布在歐洲大部分地區，現已被引入世界各地，成為某些地區的重要的農業害蟲。會成為入侵物種，是因為它會跟本地其他蚯蚓競爭並侵占空間，影響其他種類蚯蚓的生存而受危。這種蚯蚓晚上會有在地面上交配的異常習性，這比大多數其他常見的蚯蚓更頻繁。
在歐洲大部分地區它是最大的蚯蚓物種，延伸時通常達到20-25厘米長（儘管在歐洲南部的某些地區的蚯蚓物種比此種蚯蚓還要大得多）。2012年9月，在中國西南地區發現了一個長約50厘米的普通蚯蚓，2016年5月更發現長約61厘米的普通蚯蚓。
本種蚯蚓有較突起圓柱形的截面的靜水骨架（Hydrostatic skeleton），並通過縱向及圓形肌肉收縮移動，如毛狀突起處的細小剛毛可控制周圍的土壤。在潮濕平坦的地面上，普通蚯蚓地表運動的速度達20 m/h，根據對移動軌跡長度的測量，在一次單面突擊之夜間行動中，離開洞穴後的移動距離估計達19公尺。這種運動形式在強降雨時和雨停後很明顯，經常發生在人們意識到大量普通蚯蚓從土裡鑽出來時，這種活動形式被認為是主要用於預防洪水和澇災。但是，情況並非如此，就像其他蚯蚓一樣，普通蚯蚓可在受到氧化的水下生存很長時間，甚至長達數週。即使在不太惡劣的環境條件下，普通蚯蚓在正常的空氣溫度及濕度在地面上的充分運動對它而言亦是正常的。

## 生態

普通蚯蚓頭部結構

普通蚯蚓是一種直掘性蚯蚓，它會掘出暫時性的微小坑洞，並鑽出地面覓食，而不像大多數蚯蚓那樣在土壤中挖洞覓食。在歐洲部分地區，特別是歐洲西北部的大西洋邊緣地帶，由於新西蘭扁蟲（Arthurdendyus triangulatus）和澳大利亞扁蟲（Australoplana sanguinea）的捕食，該物種在這些地區受到威脅，這是從紐西蘭和澳洲意外引入的兩種掠食性扁蟲。這些掠食性扁蟲是非常有效率的蚯蚓掠食者，能夠在沒有食物的情況下長期存活，因此即使它們的獵物已經減少到不可持續的低種群，它們仍會持續存在。在某些地區，這對土壤結構和質量產生了嚴重的不利影響。某些地區的土壤通氣和有機物質的混合因大量蚯蚓被這兩種掠食性扁蟲捕食，數量太少而停止機能。

### 食物
普通蚯蚓基本上是主要食掉落地上的枯葉的食碎屑者（Detritovore），較偏好A表土礦物質與高濃度的鈣及鈉質土壤。以上因素使普通蚯蚓較偏好棲息在美洲椴樹、梣屬、楊屬底下的腐植質層。其次為楓屬樹類，鈣質含量太低普通蚯蚓的數量在此地土壤較少。若生長所需的營養可口性差，並且當沒有其他較高的鈣質落葉及碎屑可食用時，普通蚯蚓就因沒有食物不會在此地土壤出現。該物種有個不尋常習性是將樹葉拉入其洞穴的口中，樹葉在那被蚯蚓食用之前會挑掉爛掉部分再啃食。
雖然它們通常以植物碎屑為食，但它們也會以死蟲、土壤微生物、糞便為食。

### 繁殖、幼蟲及壽命
普通蚯蚓即是雙親（Biparental）也是雌雄同體（Ｈermaphrodite）的蚯蚓，與另個個體交配、互相交換精子進行生殖。 普通蚯蚓的交配發生在土壤表面，但另一隻仍然固定在洞裡，在交配之前，鄰近的蚯蚓會之間反復進入的它們的洞交互刺探是否能進行生殖。另外普通蚯蚓在交配對象分開時，可從洞中再拉出一隻蚯蚓進行交配。 普通蚯蚓的交配頻率很高，至少每7至11天交配一次。個體的相對大小及距離、被拖到表面進行交配的機會及交配行為都對普通蚯蚓是否能在該地土壤落地繁殖起關鍵作用。
普通蚯蚓可儲精子8個月長。在交配後的12個月，交配的個體會產生繭。施肥反應會開始在蚯蚓繭階段時發生，繭被沉積在靠近親代土壤中的一個小洞。幾週後，幼蟲從繭中孵化並開始在土壤中覓食。 在早期幼蟲階段，普通蚯蚓不會垂直挖洞，到成蟲就會往任何方向挖洞。普通蚯蚓要花一年發育成蟲，第二年才會達到性成熟。 普通蚯蚓的自然壽命不明，不過已知圈養的普通蚯蚓可活6年 。

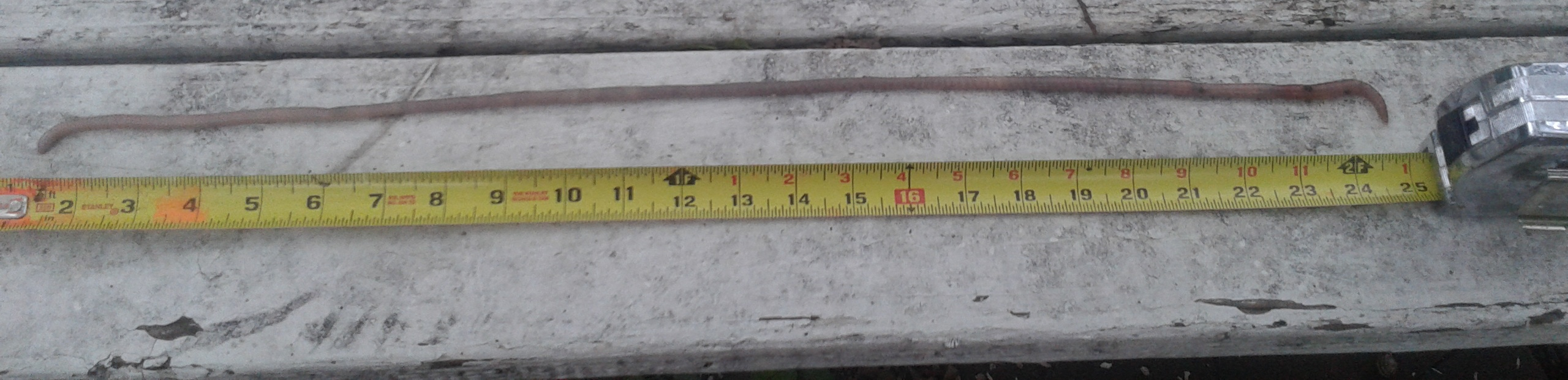
2016年5月發現的普通蚯蚓

## 在北美洲
普通蚯蚓在美國中北部成為了當地的入侵物種。生存力頑強且難鏟除，暴露在農藥下會產生抗藥性而安然無恙，它會使用農用設備的人受到傷害及搶占土壤營養。 而且也能在籬笆行和林地中繁衍，減少當地天然草皮及影響當地樹木的生長。

## 外部連接
- Types of Earthworms - New Zealand
- Earthworm Research Group (at the University of Central Lancashire):Frequently Asked Questions
- NNZ-Nightcrawler （页面存档备份，存于）
- The microfungal community of Lumbricus terrestris middens in a Linden (Tilia cordata) forest (PDF)
- Exotic Earthworms in Minnesota Hardwood Forests (PDF)
- Wise, Scott. . CBS 6, WTVR-TV. 2012-09-02  [2013-05-15]. （原始内容存档于2021-01-23）.